# Самойловка (Бильмакский район)
Самойловка (укр. Самійлівка) — село,
Смеловский сельский совет,
Бильмакский район,
Запорожская область,
Украина.
Код КОАТУУ — 2322786602. Население по переписи 2001 года составляло 119 человек.

## Географическое положение
Село Самойловка находится у истоков реки Янчур,
на расстоянии в 2,5 км от сёл Смелое и Запорожское (Розовский район).